# Château d'eau de Rauschen
Le château d'eau de Rauschen (en allemand : Wasserturm Rauschen), ou château d'eau de Svetlogorsok (en russe : Светлогорская водонапорная башня) est un château d'eau située dans la ville de Svetlogorsk, ville appelée avant 1947 Rauschen lorsqu'elle faisait partie de la province de Prusse-Orientale. Symbole de la ville, le bâtiment qui fut inaugurée en 1900, est une illustration parfaite de l'Architecture réformée (de) et du romantisme allemand dans cette station balnéaire sur la mer Baltique. Depuis 2007, l'œuvre de son architecte allemand Otto Walter Kuckuck (de) est classée comme objet patrimonial culturel d'importance régionale.

## Situation et accès
La ville de Svetlogorsk se trouve sur la façade nord de la péninsule de Sambie, dans l'oblast de Kaliningrad, au bord de la mer Baltique. La ville est desservie par l'autoroute A217 depuis Kaliningrad et par les Chemins de fer de Kaliningrad, aux travers des gares de Svetlogorsk I et de Svetlogorsk-II. Le bâtiment se situe à l'angle des rues Kourotnaïa et d'Octobre, se situant au no 20 de la rue d'Octobre,, en plein centre historique de ce qui était autrefois Rauschen.

## Histoire

### Construction et période prussienne
Le château d'eau fut érigée entre 1900 et 1908, par l'architecte allemand Otto Walter Kuckuck (de), dans le but d'approvisionner la partie haute de la station balnéaire de Rauschen. Rauschen ville de la Baltique en Prusse-Orientale, était déjà à cette époque une importante station balnéaire et thermale, grâce à son littoral et ses sources thermales, comme l'étang du moulin (aujourd'hui appelé en russe lac Tikhoïe (ru)). En 1903, 3 000 vacanciers ainsi que 46 000 touristes ont passé du temps dans la ville touristique, le train ayant considérablement augmenté le nombre de touristes dans la ville avec en 1900 l'ouverture de la gare de Rauschen.
Sa tour dominant les bâtiments environnants ainsi que sa rotonde adjacent, par ailleurs située à côté du bâtiment du bourgmestre, servait parallèlement d'hôtel et d'office de tourisme, en particulier pour vendre des traitements thermaux aux vacanciers. Il y avait dans l'aile gauche des installations des autorités municipales, avec des services de police, la Rauschen Improvement Society se trouvait dans l'aile droite, tandis que dans la rotonde se trouvait une bibliothèque avec une salle de lecture, avec même des publications en russe.
Dès lors, les bains de mer chauds devinrent accessible à ceux ne pouvant descendre les escaliers abruptes vers la plage, le funiculaire n'étant ouvert qu'en 1912. Une clinique fut installée dans la ville, près du château d'eau, avec l'eau du château, proposant des bains de boue, ainsi que des massages, bains carboniques, de l'électrothérapie et de la luminothérapie. 
Le château d'eau possédait et possède toujours sa propre centrale électrique et ses propres équipements de pompage. Par ailleurs, deux sculptures de Stanislav Skauer furent installés dans le bâtiment,.

### Période russe
La Seconde guerre mondiale ne toucha pas la ville, permettant à l'édifice d'être entièrement sauvegardée. En 1978, un cadran solaire du sculpteur local Nikolaï Pavlovitch Frolov fut installé sur la tour. 
Par décret du gouvernement de l'oblast de Kaliningrad no 132 du 23 mars 2007, le bâtiment fut classé comme objet patrimonial culturel d'importance régionale. Actuellement, le bâtiment et ses ailes appartiennent au sanatorium militaire de Svetlogorsk, propriété du ministère de la Défense de la fédération de Russie. C'est le symbole de la ville balnéaire de par son architecture unique,.

## Architecture

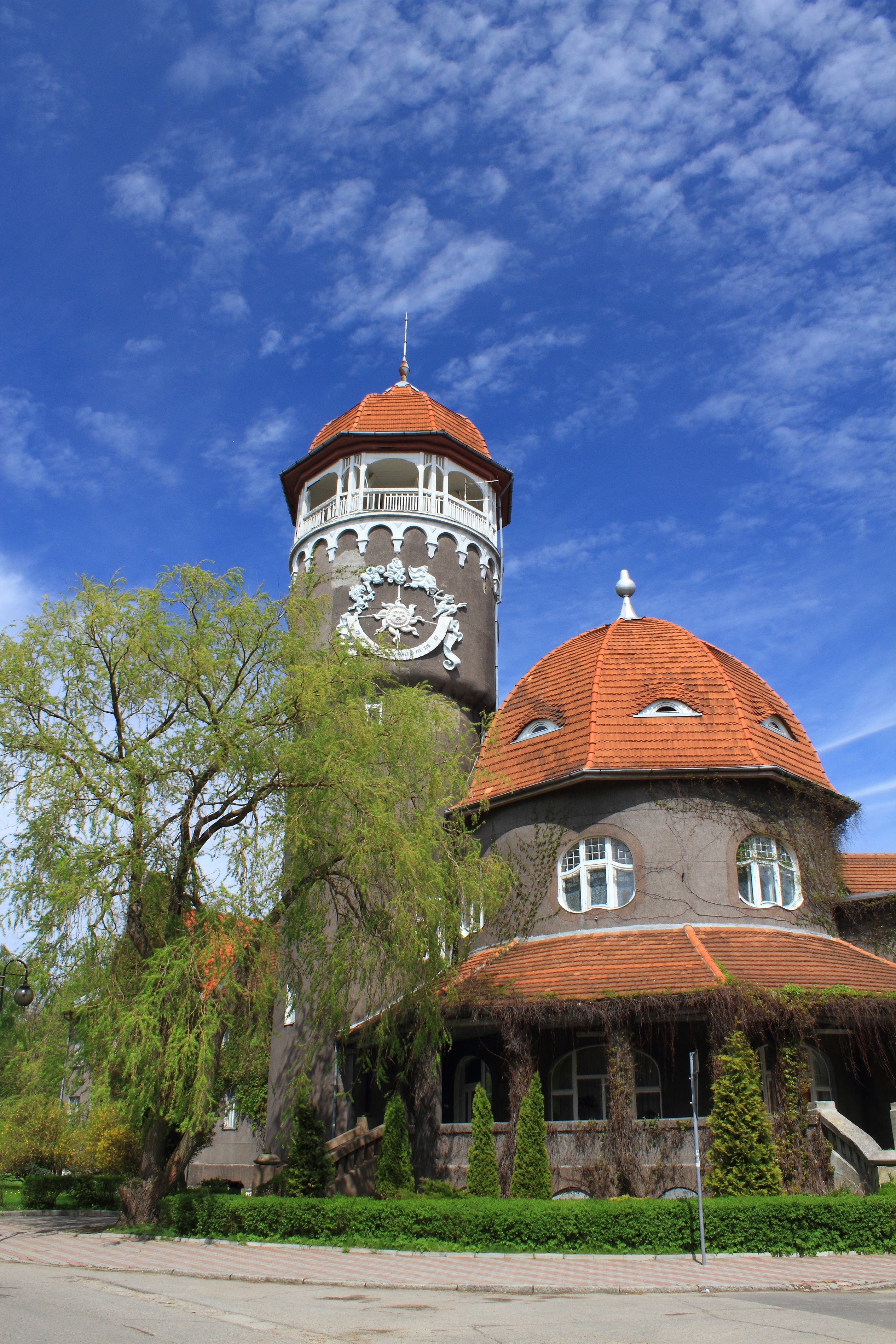
La tour et la rotonde.

Le style de la tour et de sa rotonde est défini comme partie du romantisme allemand, incorporant par ailleurs des éléments de l'Art nouveau, plus précisément le Jugendstil, l'équivalent allemand, ainsi que des éléments locaux. Son architecte est Otto Walter Kuckuck (de), architecte célèbre de la province, qui possédait par ailleurs son propre bureau depuis 1909 à Königsberg. Ce bâtiment, dont ses éléments architecturaux forment un exemple frappant de l'Architecture réformée (de), fut l'un des premiers de Rauschen à être érigé avec l'aide de structures en béton armé. Il peut être apparenté au néo-romantisme, reproduisant un air de conte de fées.
La hauteur de sa tour cylindrique est de 25 mètres, accolée par une rotonde et de deux étirées le long des rues qui se croisent. La tour est par ailleurs couronnée d'une galerie circulaire et d'un toit en forme de casque avec une flèche.
Sa rotonde est à deux niveaux. Le premier niveau se prolonge par une galerie, par laquelle on accèdes grâce à deux escaliers latéraux. Le site est couvert d'un toit en pente, en reprenant ainsi la ligne arrondie du bâtiment, ce qui fait ressembler le toit de la rotonde à une jupe. Ses fenêtres, assez atypiques, correspondent à ce qui se faisait dans le Jugendstil. Le contour du toit de la rotonde est similaire au toit de la tour, mais se différencie par la taille ainsi que le design décoratif qui en ressort. Sur le toit se trouvent des petites ouvertures de grenier, ressemblant à des yeux entrouverts. Ces fenêtres semblent regarder la rue, en étant à moitié endormie, comme si les paupières allaient se fermer ou a contrario s'ouvrir de manière soudaine.
Les saisons influent sur l'apparence du bâtiment ; ainsi au printemps les façades deviennent vert vif lorsqu'elles sont recouvertes de lierre, vert qui s'estompe en été, jusqu'à devenir orange et jaune en automne. L'hiver lui montre l'entièreté de le façade. Cependant, ce lierre entraîne de l'humidité, qui détériore progressivement les murs.
Le bâtiment et son environnement ont subi quelques changements depuis sa création. Ainsi à l'origine, les trottoirs des rues étaient plus larges, et il n'y avait pas de végétation sur les façades. Sur le toit de la rotonde et dans la partie supérieure de l'aile droite se trouvaient des terrasses piétonnes avec des balustrades. Sur le premier, elle a été démantelée, et sur l'aile elles furent enlevées pour agrandir légèrement l'intérieur. Plusieurs tourelles ont été installées sur l'aile de droite. Enfin le toit du château d'eau avait une girouette à la place de sa flèche.
Au premier étage de la rotonde se trouve une terrasse d'observation, qui peut être visitée. Par contre, celle de la tour du château d'eau, qui offre de splendides panoramas sur la ville et la mer, auquel on a accès par un escalier en colimaçon, est fermée à cause de la détérioration de l'escalier. Les autorités de la ville souhaitent le restaurer, mais il n'y a aucune date prévue de début des travaux à l'heure actuelle.
Depuis 1978, la tour possède un cadran solaire, installé en 1978. Au centre du cadran se trouve un soleil stylisé, autour duquel se positionnent les signes du zodiaque en demi-cercle. L'élément se fond parfaitement sur le château, donnant l'impression qu'il est d'origine. L'auteur du cardan est le sculpteur local Nikolaï Frolov, qui a aussi créé un autre cadran solaire sur la promenade de Svetlogorsk.

## Galerie

Le château d'eau de Rauschen :
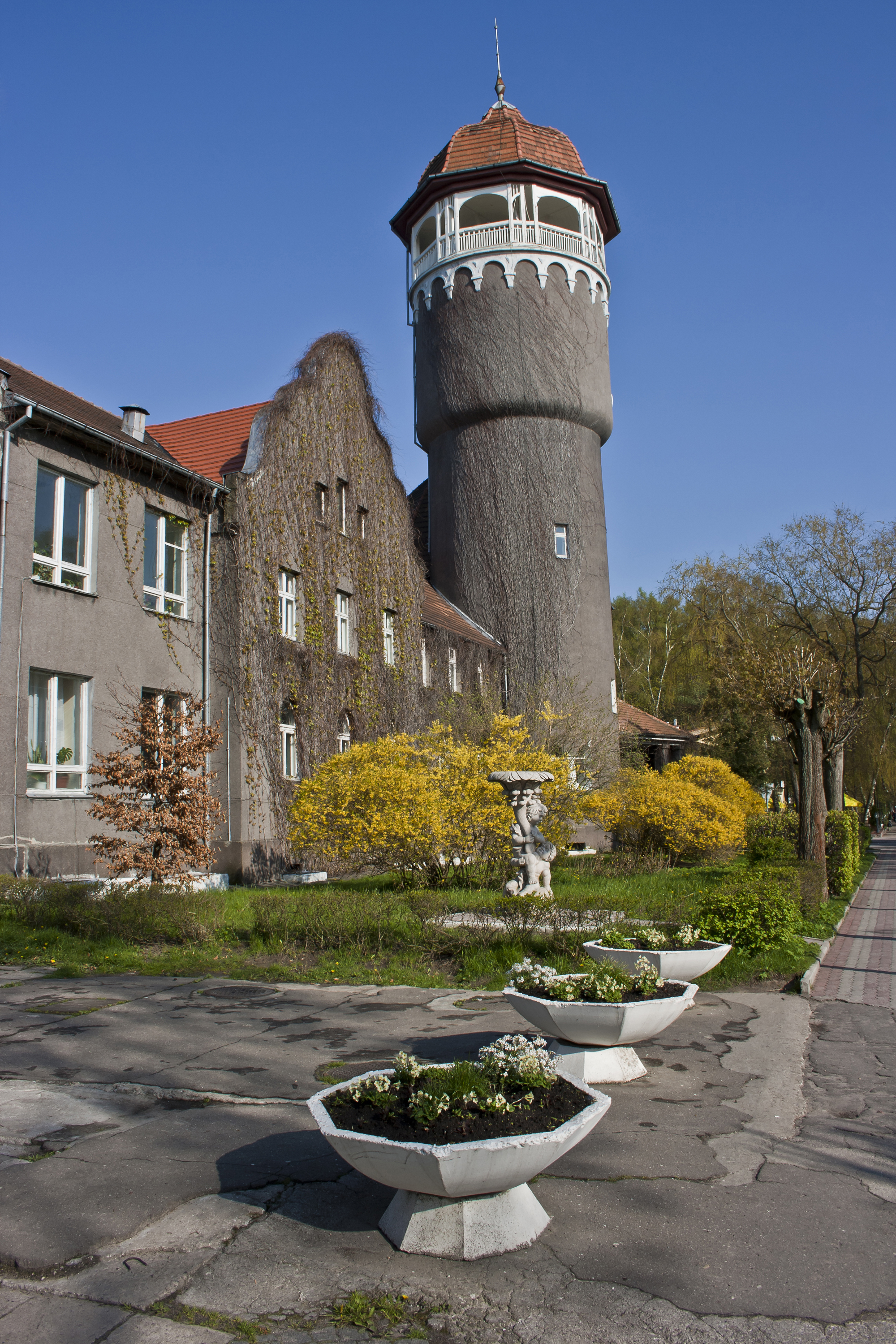
Le château avec son aile gauche.
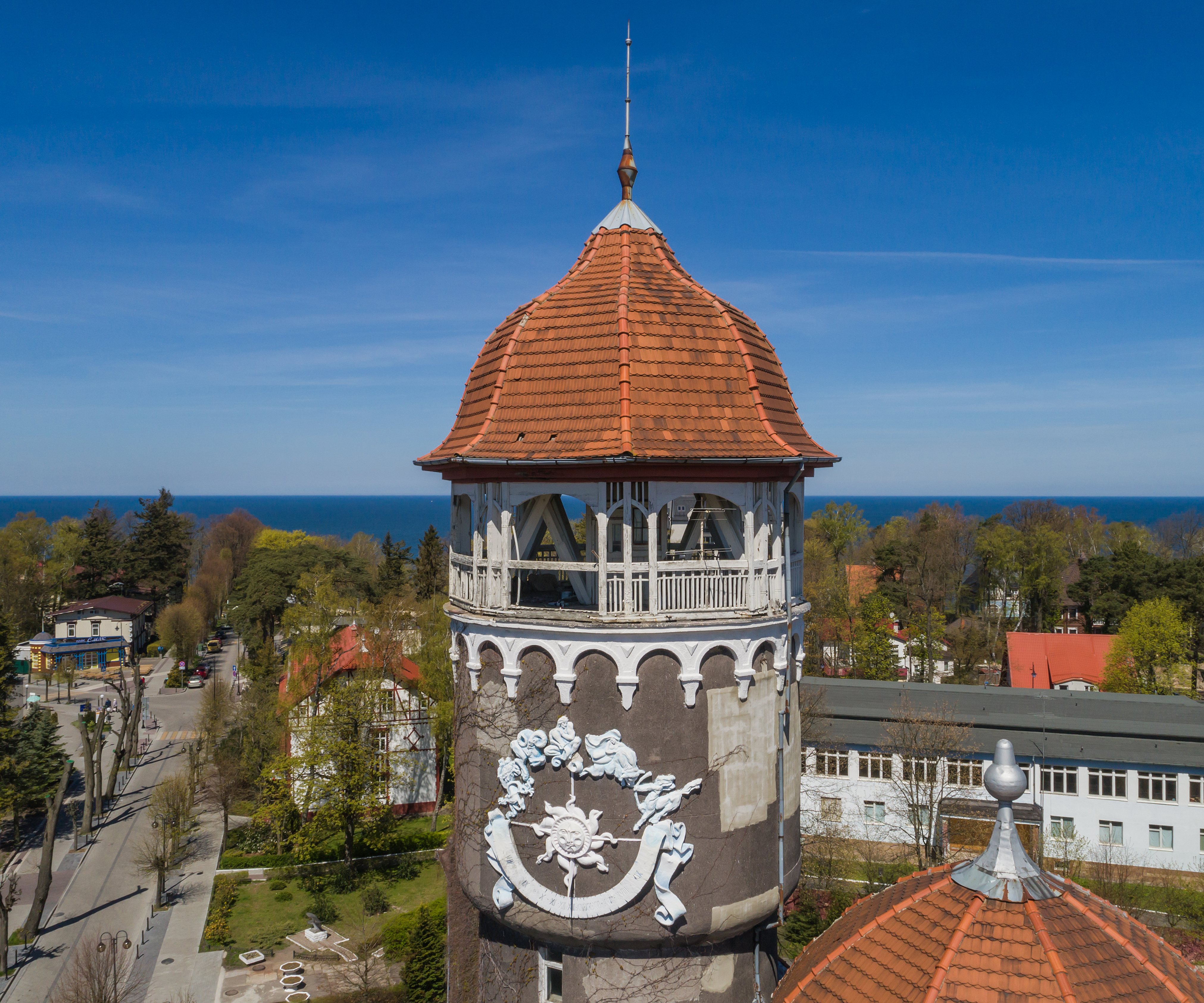
Vue avec la tour.
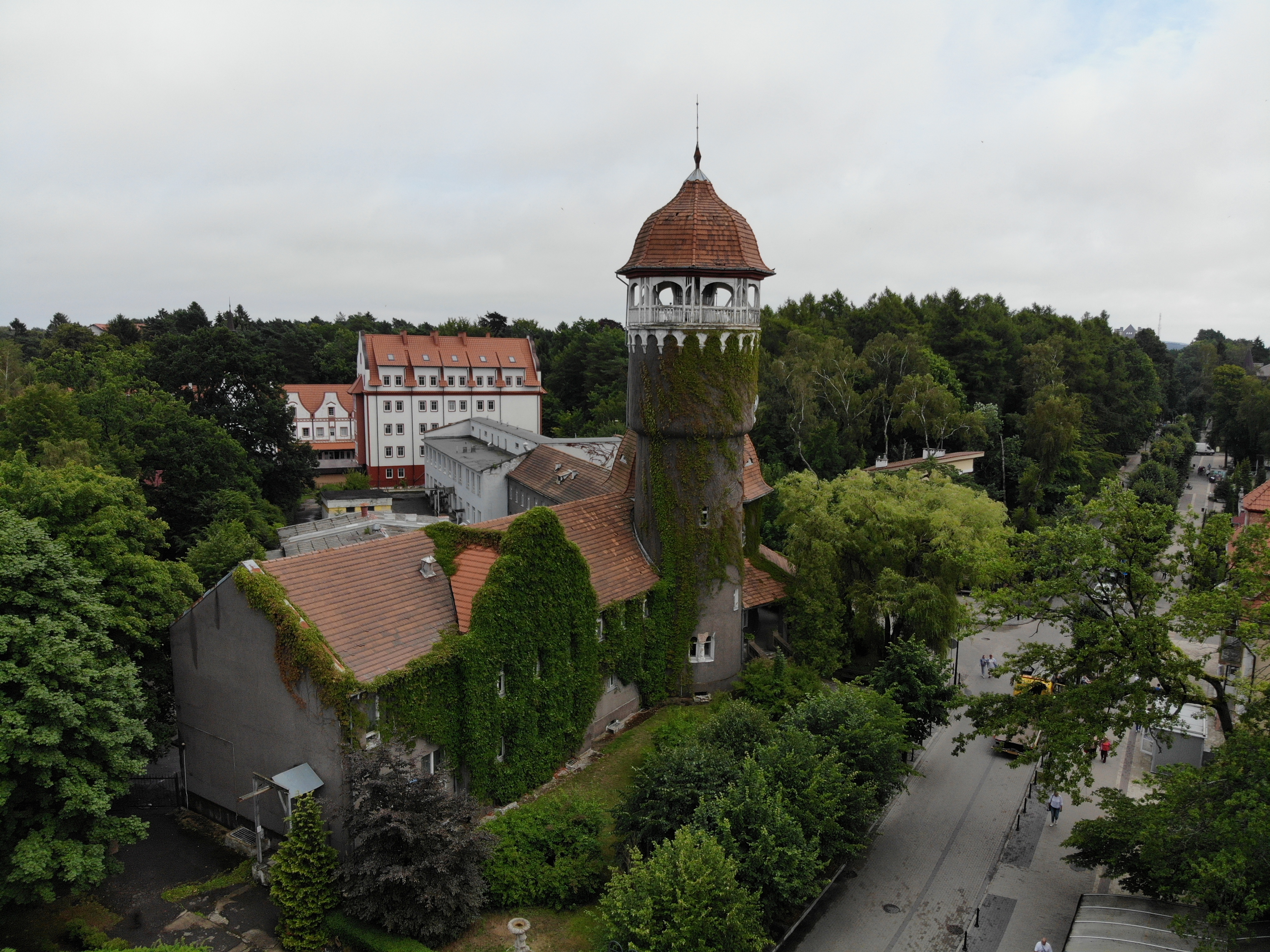
Vue d'ensemble de l'édifice.
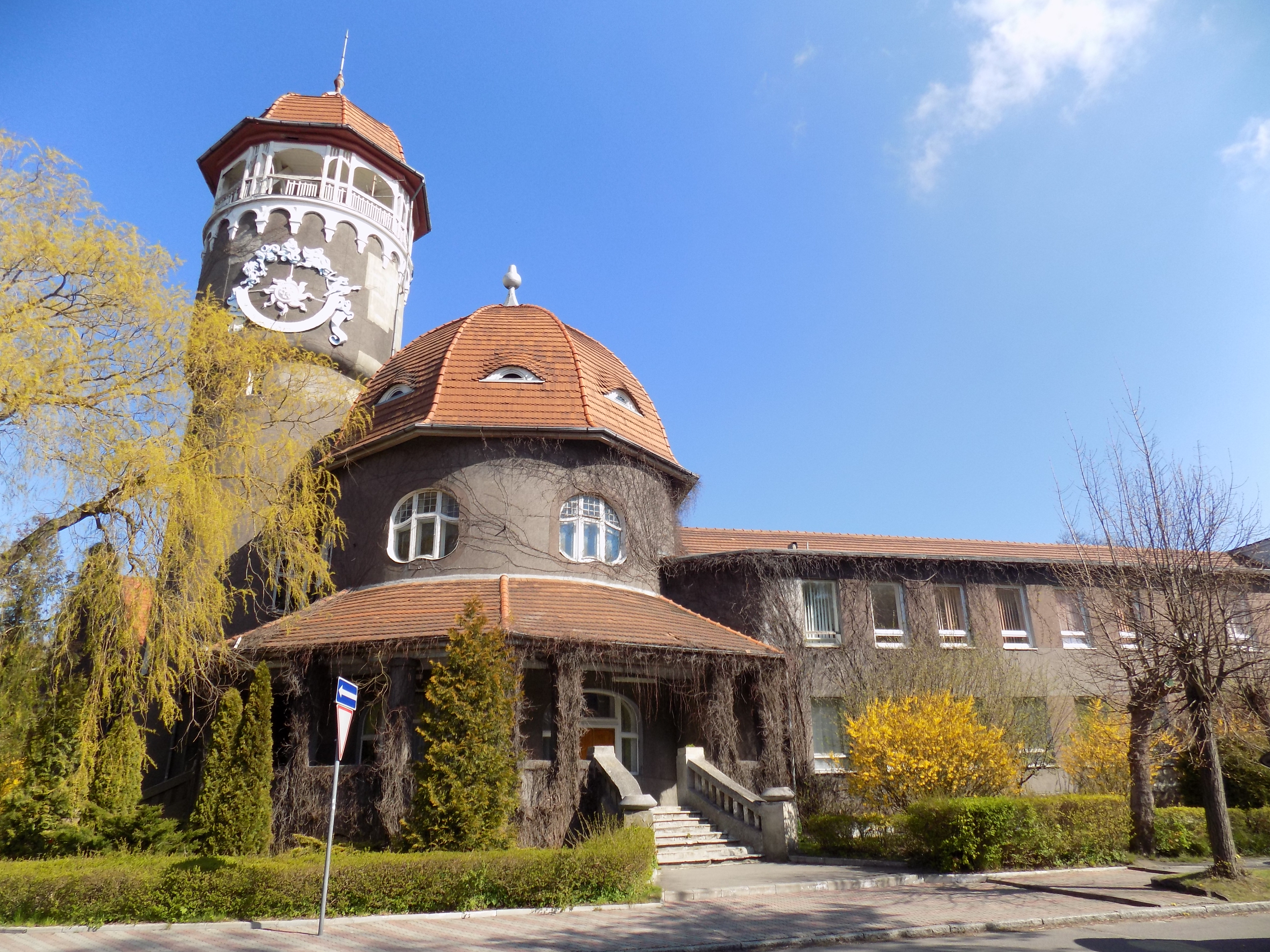
Le bâtiment avec son aile droite.